# Тихорецкая операция (1920)
Тихорецкая операция — наступление войск Кавказского фронта Красной армии против ВСЮР с целью занятия Северного Кавказа , проводившееся 14 февраля — 2 марта 1920. Является составной частью Северо-Кавказской операции (1920). В ходе наступления Красная армия продвинулась на 100—110 км, заняв северную часть Кубанской области и Ставропольской губернии. Было нанесено тяжёлое поражение белой коннице.

## Предыстория
В результате проведения Доно-Манычской операции войска Кавказского фронта РККА не смогли форсировать Маныч и закрепиться на левом берегу, но заняли рубежи вдоль правого берега, позволяющие в дальнейшем начать наступление. В то же время войска ВСЮР сохранили боеспособность.

## Расстановка сил
Войска Кавказского фронта (командующий М. Н. Тухачевский, члены РВС: Г. К. Орджоникидзе, С. И. Гусев, В. А. Трифонов, И. Т. Смилга) держали оборону на рубеже рек Дон и Маныч. Численность главных сил красных войск составляла около 31,5 тысяч штыков и 18,8 тысяч сабель. Численность белых войск (отдельный Добровольческий корпус, Донская и Кубанская армии) составляла 21,7 тысяч штыков и 25,2 тысяч сабель.

## Планы сторон
Командование белых планировало в середине февраля начать наступление с целью взятия Ростова-на-Дону и Новочеркасска. Командование Красной армии решило опередить противника, произвело перегруппировку войск и отдало приказ командованию Кавказского фронта 14 февраля перейти в наступление. Замысел командования заключался в том, чтобы силами 8-й, 9-й и 10-й армий форсировать Дон и Маныч, прорвать оборону противника, а затем ударом 1-й Конной армии на стыке между Донской и Кубанской армиями белых разъединить их и разбить по частям.
8-я армия (командующий Г. Я. Сокольников) должна была нанести удар на станицу Кагальницкая, прорвать оборону Добровольческого и 3-го Донского корпуса и выдвинуться к реке Кагальник; 9-й армии (врид командующего А. А. Душкевич) поставили задачу прорвать оборону 3-го и 1-го Донских корпусов и 19 февраля выйти на рубеж Новопротопоповский, Новороговский; 10-я армия (командующий А. В. Павлов) должна была прорвать оборону 3-го и 2-го Кубанских корпусов и, отрезав им пути отхода на Армавир, к 19 февраля выйти на рубеж Беляев, Белая Глина, Успенская; 11-я армия (командующий М. И. Василенко) должна была ударить в направлении Ставрополь — Армавир, для обеспечения наступления главных сил фронта на левом фланге. 1-я Конная армия (командующий С. М. Будённый) должна была вступить в сражение из района Шара-Булицкий, Платовская на стыке между белыми Донской и Кавказской армиями с целью их разгрома во взаимодействии с войсками 9-й и 10-й армий и занять Тихорецкую.
Так как перегруппировка 1-й Конной армии к середине февраля не была завершена, войска Кавказского фронта начали наступление без главной подвижной силы. Командование белых, получив сведения о перемещении 1-й Конной армии, создало ударную конную группу генерала А. А. Павлова в составе 2-го и 4-го Донского корпусов, насчитывавшую 10—12 тысяч сабель.

## Ход операции
14 февраля войска Кавказского фронта начали наступление. Попытки частей 8-й и 9-й армий форсировать Дон и Маныч 14—15 февраля не достигли успеха из-за упорной обороны белых. Только к вечеру 15 февраля кавалерийской дивизии 9-й армии и 1-й Кавказской кавалерийской дивизии 10-й армии удалось переправиться через Маныч и занять небольшой плацдарм. 10-я армия, усиленная 34-й и 50-й стрелковой дивизией 11-й армии, нанесла поражение 1-му Донскому корпусу и 16 февраля заняла станцию Торговая.
В прорыв, созданный 10-й армией в районе Торговой, была направлена 1-я Конная армия (4-я, 6-я и 11-я кавалерийские дивизии — 10 тысяч сабель). В это время для ликвидации прорыва командование белых бросило во фланг советских войскам конную группу генерала Павлова. Удар конницы Павлова вначале обрушился на кавалерийскую дивизию Блинова и 1-ю Кавказскую кавалерийскую дивизию Гая (10-я армия). Они были атакованы 17 февраля в районе Корольково, причем одна из бригад Блинова отошла на Платовскую, а дивизия Гая отступила на Маслаковцев. При этом сильные потери понесла и 28-я стрелковая дивизия, её командующий В. М. Азин попал в плен и был зверски убит белыми. Тем не менее красные войска задержали ударную группу противника и выиграли время для подхода 1-й Конной в район Торговой, Вороновской.
19—21 февраля белые Добровольческий и 3-й Донской корпуса смогли прорвать оборону войск 8-й армии и 21 февраля взяли Ростов. Позже белым пришлось отвести часть сил за Дон для усиления группы Павлова, и 23 февраля 8-я армия РККА заняла прежнюю линию своего фронта. Используя успех 8-й армии, в наступление перешла 9-я армия, которая ударила по 1-му Донскому корпусу, вынудив его отступить на южный берег Маныча. К 26 февраля войска белых были отброшены в исходное положение. 23 февраля командующий Конно-сводного корпуса РККА Б. М. Думенко был арестован по ложному обвинению, вместо него был назначен командующим Д. П. Жлоба.

## Егорлыкское сражение
18 февраля в район Торговой подошла 1-я Конная армия. В ночь на 19 февраля конная группа Павлова нанесла удар на Торговую, но ожесточённые атаки белых были отбиты. Белая конница была вынуждена в сильный мороз отступить к Среднему Егорлыку, что привело её к большим потерям замёрзшими и обмороженными. Командование 1-й Конной временно подчинило себе 20-ю, 34-ю и 50-ю стрелковые дивизии 10-й армии, создав из них ударную группу под командованием М. Д. Великанова. 21 февраля 1-я Конная заняла Средний Егорлык, а 22 февраля группа Великанова взяла Песчанокопскую. Выставив в качестве заслона 11-ю кавалерийскую дивизию против отступившей группы Павлова, главные силы 1-й Конной повернули на юго-запад против 1-го Кубанского корпуса, 22 февраля разбили его в районе Белая Глина, а 25 февраля снова двинулись на север.
В тот же день группа Павлова перешла в наступление, отбросила 11-ю кавалерийскую дивизию и взяла Средний Егорлык. 25—27 февраля южнее Среднего Егорлыка произошло крупнейшее за всю Гражданскую войну встречное конное сражение, в котором участвовало до 25 тысяч сабель с обеих сторон. В этом сражении белая конница была разбита и отступила к Егорлыкской. Командование белых направило из района Мечётинская — Батайск свои последние резервы и сосредоточило в районе Егорлыкская — Атаман сильную группировку. Командование 1-й Конной двинуло сюда все имеющиеся силы, в том числе 20-ю стрелковую, 1-ю Кавказскую и 2-ю кавалерийскую дивизии. В ожесточённом сражении 1-2 марта в районе Егорлыкская — Атаман войска белых потерпели полное поражение. Белая конница в ночь на 1 марта отошла в район Иловайский, Гуляй-Борисовка, Мечетинская, после чего противник начал отход на всём фронте. Войска 8-й армии перешли в преследование, 2 марта был занят Батайск.

## Итоги
В ходе Тихорецкой операции войскам ВСЮР было нанесено поражение. Красная армия продвинулась на 100—110 км в южном направлении. Создались предпосылки для проведения Кубано-Новороссийской операции и занятия всего Северного Кавказа. Важное значение для дальнейшего наступления имел разгром белой конницы, которая являлась ударной силой ВСЮР.